# Der sechste Kontinent (1976)
Der sechste Kontinent (Alternativtitel: Angriff der Dinosaurier; englischer Originaltitel: At the Earth’s Core) ist ein britischer Fantasyfilm aus dem Jahr 1976 von Kevin Connor. Er basiert auf dem Roman At the Earth’s Core von Edgar Rice Burroughs. Die Spezialeffekte stammen von Ian Wingrove.

## Handlung
Unter großer Aufmerksamkeit von Öffentlichkeit und Presse starten der Gelehrte Dr. Abner Perry und sein Assistent David Innes mit einer riesigen fahrbaren Bohrmaschine, um das Erdinnere zu erforschen. Nach einer turbulenten Fahrt mit dem raketenähnliche „eisernen Maulwurf“ landen sie, vom geplanten Kurs abgekommen, dort im Reich Pellucidar.
Nachdem sie sich direkt nach ihrer Ankunft gegen ein dinosaurierartiges Wesen mit Papageienkopf zur Wehr gesetzt haben, werden sie und andere Menschen von den primitiven und brutalen Menschen, den Sagoth, gefangen genommen und begegnen kämpfenden Untieren, die aufrecht gehenden Wildschweinen ähnlich sind. Sie lernen Dia, eine entführte Prinzessin, und ihren Freund Ra kennen. Dia flieht jedoch bald, weil David sie in Unkenntnis der Bräuche der Menschen von Pellucidar durch sein Verhalten kompromittiert hat. In ihrem neuen Lager lernen sie die Mitglieder verschiedener miteinander verfeindeter Stämme kennen, die sämtlich von den Sagoth versklavt wurden. Diese wiederum stehen selbst unter dem telepathisch-hypnotischen Einfluss der Mahar, eines Volkes intelligenter fliegender Reptilien.
Nach seiner Flucht befreit David einen Menschen, der ihn zuvor angegriffen hatte, aus den Fängen einer Riesenpflanze und freundet sich mit ihm an. Nachdem sie Zeugen einer Opferungszeremonie der Mahar geworden waren, beschließen beide, die verfeindeten Stämme zur Rebellion gegen Mahar und Sagoth zu bewegen.
Nach ihrer Rückkehr soll David einem Untier geopfert werden, kann dieses jedoch besiegen. Auch sein neuer Freund Ra kann sich erfolgreich wehren, als er von einem Mahar angegriffen wird. Dies schürt in den versklavten Menschen den Mut zur Rebellion.
David Innes und Dr. Perry finden Dia wieder und können sie gegen eine Flammen speiende Riesenfroschechse verteidigen. Auch kann David den Krieger besiegen, dem Dia versprochen ist.
David, Dr. Perry und ihre Freunde planen mit ihren Freunden nun den Aufstand, welcher durch die selbstgebauten Bögen nach Dr. Perrys Plänen erfolgreich für die versklavten Stämme ausfällt. Davids Freund Ra jedoch wird von einem Sagoth schwer verletzt und bleibt todgeweiht in der durch einen von Innes umgeleiteten unterirdischen Lavafluss untergehenden Festung der Mahar zurück.
Bei der anschließenden Hochzeitszeremonie sagt Dia David, dass sie ihn liebt, aber ihn dennoch nicht in seine Welt begleiten kann. Bei ihrer Rückkehr mit dem „eisernen Maulwurf“ erreichen David und Dr. Perry als Schlussszene im Park des Weißen Hauses die Erdoberfläche.

## Erstveröffentlichungen
- USA im Juli 1976
- Großbritannien 22. August 1976
- Deutschland 3. Februar 1977

## Auszeichnungen und Rezeption
- Im Jahr 1976 bekam der Film eine Saturn Award-Nominierung in der Kategorie Bester Fantasyfilm.
- Der Film wurde am 29. Mai 2020 auf Tele 5 als Teil des Sendeformats Die schlechtesten Filme aller Zeiten ausgestrahlt.

## Kritiken
„Nicht gerade spannender Science-Fiction-Film in einfallslosem Pappmaché-Dekor.“

„Ein buntes und gelegentlich auch humorvolles Abenteuer in einer Pappdeckelwelt.“